# Joseph Mascolo

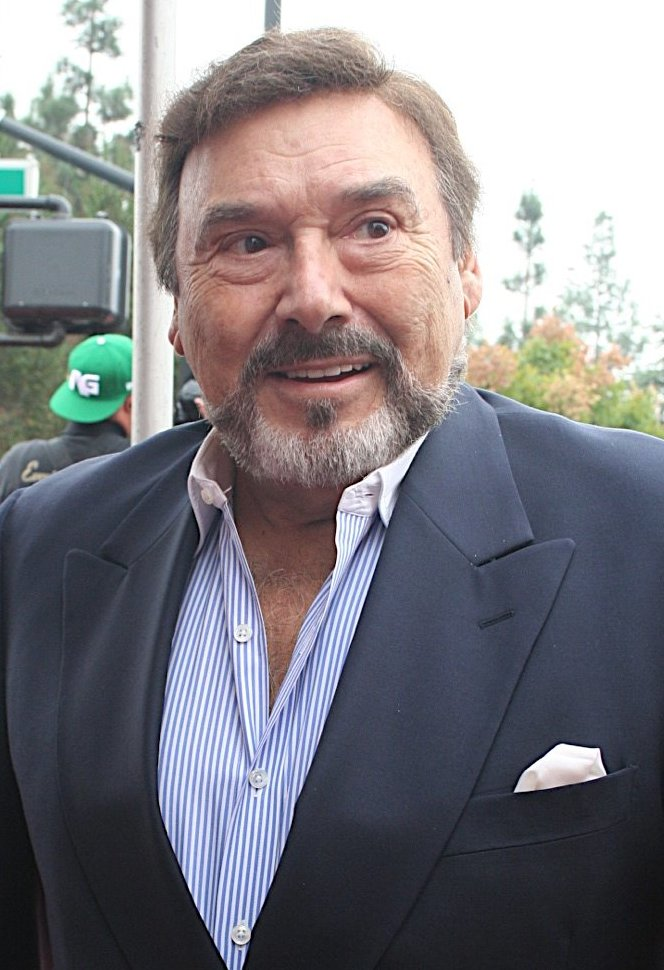
Joseph Mascolo (2008)

Joseph „Joe“ Mascolo (* 13. März 1929 in West Hartford, Connecticut; † 8. Dezember 2016 in Los Angeles, Kalifornien) war ein US-amerikanischer Schauspieler und Soapdarsteller, der durch die Rolle des „Massimo Marone“ in der Serie Reich und Schön bekannt wurde, den er bis 2006 spielte. Außerdem war er seit 1993 mit mehreren Unterbrechungen in Zeit der Sehnsucht zu sehen.
Mascolo begann seine Karriere als Schauspieler 1957 als Darsteller in verschiedenen Serien.

## Filmografie (Auswahl)
- 1972: Liebesgrüße aus Pistolen (Shaft’s Big Score)
- 1975–1976: Bronk (Fernsehserie)
- 1978: Der weiße Hai 2 (Jaws 2)
- 1981: The Gangster Chronicles (Fernsehserie)
- 1981: Bis zum letzten Schuß (Gangster Wars)
- 1981: Sharky und seine Profis (Sharky's Machine)
- 1982: Geliebter Giorgio (Yes, Giorgio)
- 1984: Hart aber herzlich (Hart to Hart, Fernsehserie, Folge: "Jennifer geht ins Kloster")
- 1982, 1983, 1985, 1993–2013: Zeit der Sehnsucht (Days of Our Lives)
- 1989: Der unheimliche Hulk vor Gericht (The Trial of the Incredible Hulk)
- 2001–2006: Reich und schön (The Bold and the Beautiful, Fernsehserie)